# Molí de Sedó
El Molí de Sedó és una obra de Sedó, al municipi de Torrefeta i Florejacs (Segarra) inclosa a l'Inventari del Patrimoni Arquitectònic de Catalunya.
Del molí quasi res en queda, només una entrada amb arc adovellat de mig punt, la resta ha estat reconstruït amb totxo, i té uns altres fins. Davant del molí hi ha un hort. A uns 15 metres hi ha una sortida d'aigua amb arc de mig punt.